# Hovedbundseksem
 Der er for få eller ingen kildehenvisninger i denne artikel, hvilket er et problem. Du kan hjælpe ved at angive troværdige kilder til de påstande, som fremføres i artiklen.

Hovedbundseksem er en meget almindelig sygdom, men kan være skadeligt for hovedbund og hår. Sygdommen er ikke smitsom. Eksemen er et rødt blære udbrud på huden. Udbruddet kan ses i et akut stadium og i et kronisk stadium, hvis ingen passende behandling har forhindret det. Eksemen vil så udtrykke en sekundær infektion. Den kan være væskende med skorpe eller tør og skællet. 
Hvis eksemen ikke behandles, kan hårtab forekomme. Kontakt straks læge ved ualmindelig hårtab. 
Mange danskere lider af sygdommen uden at have viden om den.
| Sygdom | Spire Denne artikel om sygdom er en spire som bør udbygges. Du er velkommen til at hjælpe Wikipedia ved at udvide den. |